# Синташтинська культура
Синташтинська культура — археологічна культура середньої бронзи Південного Уралу 
,, 
датована періодом бл. 2200–1900 рр. до н.е. 
.
Це перша фаза Синташта–Петрівського комплексу

бл. 2200-1750 рр. до н.е. 
Культура названа на честь археологічної стоянки Синташта в Челябінській області, Росія, і поширюється на Оренбурзьку область, Башкортостан і Північний Казахстан. 
Ймовірно популяція Синташтинської культури є східною міграцією народів із культури шнурової кераміки. 

 
Цю популяцію вважають джерелом індоіранських мов
),
носії яких спочатку називали себе аріями. 
 
Найдавніші відомі колісниці були знайдені в похованнях Синташтинської культури, і ця культура вважається найімовірнішим кандидатом на джерело походження технології, яка поширилася по всій Євразії та відіграла важливу роль у стародавніх війнах. 

Поселення Синташтинської культури вирізняються також інтенсивністю видобутку міді та бронзовою металургією, що є незвичним для степової культури. 
Серед головних особливостей Синташтинської культури — високий рівень мілітаризму та великі укріплені поселення, яких відомо 23. 

## Походження

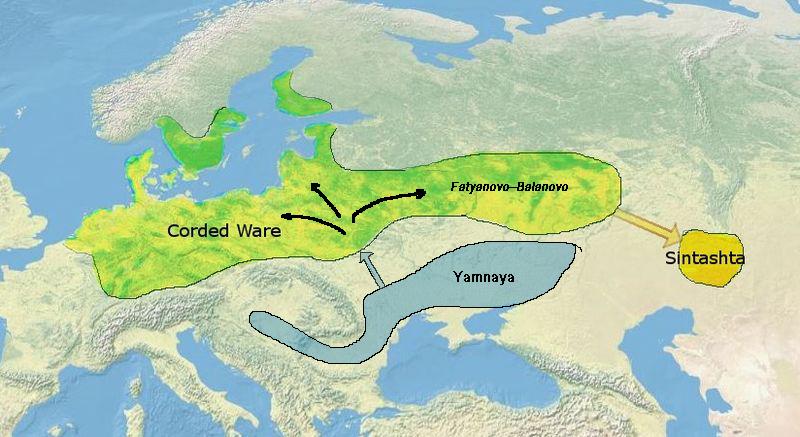
За даними Allentoft et al. (2015), Синташтинська культура, ймовірно, принаймні частково походить від культури шнурової кераміки

Через труднощі ідентифікації залишків городищ Синташтиської культури під залишками пізніших поселень культуру відрізнили від андроновської лише в 1990-х роках. 
 
Тоді вона була визнана окремою культурою, яка є частиною «андроновського горизонту». 
Л.М.Корякова (1998) на основі своїх археологічних знахідок зробила висновок, що Синташтанська культура виникла в результаті взаємодії двох попередниць Полтавкинської та Абашевської культур. 
Аллентофт (2015) на основі своїх генетичних результатів дійшли висновку, що Синташтинська культура виникнула в результаті міграції на схід народів із культури шнурової кераміки. 

Крім того, Narasimshan et al. (2019) стверджують, що «морфологічні дані були інтерпретовані як такі, що припускають, що скелети і Федорівки, і Алакуля схожі на групи Синташти, що, своєю чергою, може відображати домішку неолітичних лісових мисливців-збирачів і степових скотарів, нащадків катакомбної та полтавкинкської культур». 

Синташтинська культура виникла в період кліматичних змін, у результаті яких і без того посушливий казахський степовий регіон став ще холоднішим і сухішим. 
Заболочені низовини навколо річок Урал і верхів'я Тоболу, які раніше використовувалися як зимові притулки, ставали все важливішими для виживання. Під цим тиском і полтавськинські, і абашевські скотарі осіли в фортецях у річкових долинах, уникаючи краще захищених оборонних місць на вершинах пагорбів. 

Її безпосередньою попередницею в Урало-Тобольському степу була полтавськинська культура, відгалуження скотарського ямного горизонту, який просунувся на схід у регіон у 2800 — 2600 рр. до н. е. 
Кілька синташтинських городищ було побудовано над давнішими полтавськинськими поселеннями або поблизу полтавськинських могильників, і полтавськинські мотиви поширені на синташтинській кераміці. 

Матеріальна Синташтинська культура також зазнає вплив пізньої абашевської культури, що походить від Фатьяново-Балановської культури, низки поселень шнурової кераміки в лісостеповій зоні на північ від регіону Синташта, які також були переважно скотарськими. 

## Хронологія
Радіовуглецеве датування показує, що Синташтинська культура датується 2200 — 1750 рр. до н. е., 

та приблизно сучасна спорідненим абашевській і петрівській культурам. 

Деякі автори датують петрівську культуру дещо пізніше, від бл. 1900  до н. е.. 
.
У Передураллі поховання Березове і Танаберген II визначено як Синташтинська культура, засновану там у  2290 — 1750 рр. до н.е. (імовірність 68,2%), 
і найдавніші значення цієї культури, в Заураллі, на могильниках Синташта II і Кам'яний Амбар-5 (Курган 2) — бл.  2200 — 2000 рр. до н.е. 

Колісниці з'являються в південному Заураллі в середній і пізній фазах культури, бл. 2050 — 1750 роки до н. е. 

Blöcher et al. (2023) вважають, що Синташта-Петрівський період завершився в Заураллі бл. 1900 — 1800 рр. до н.е. 

## Спільнота

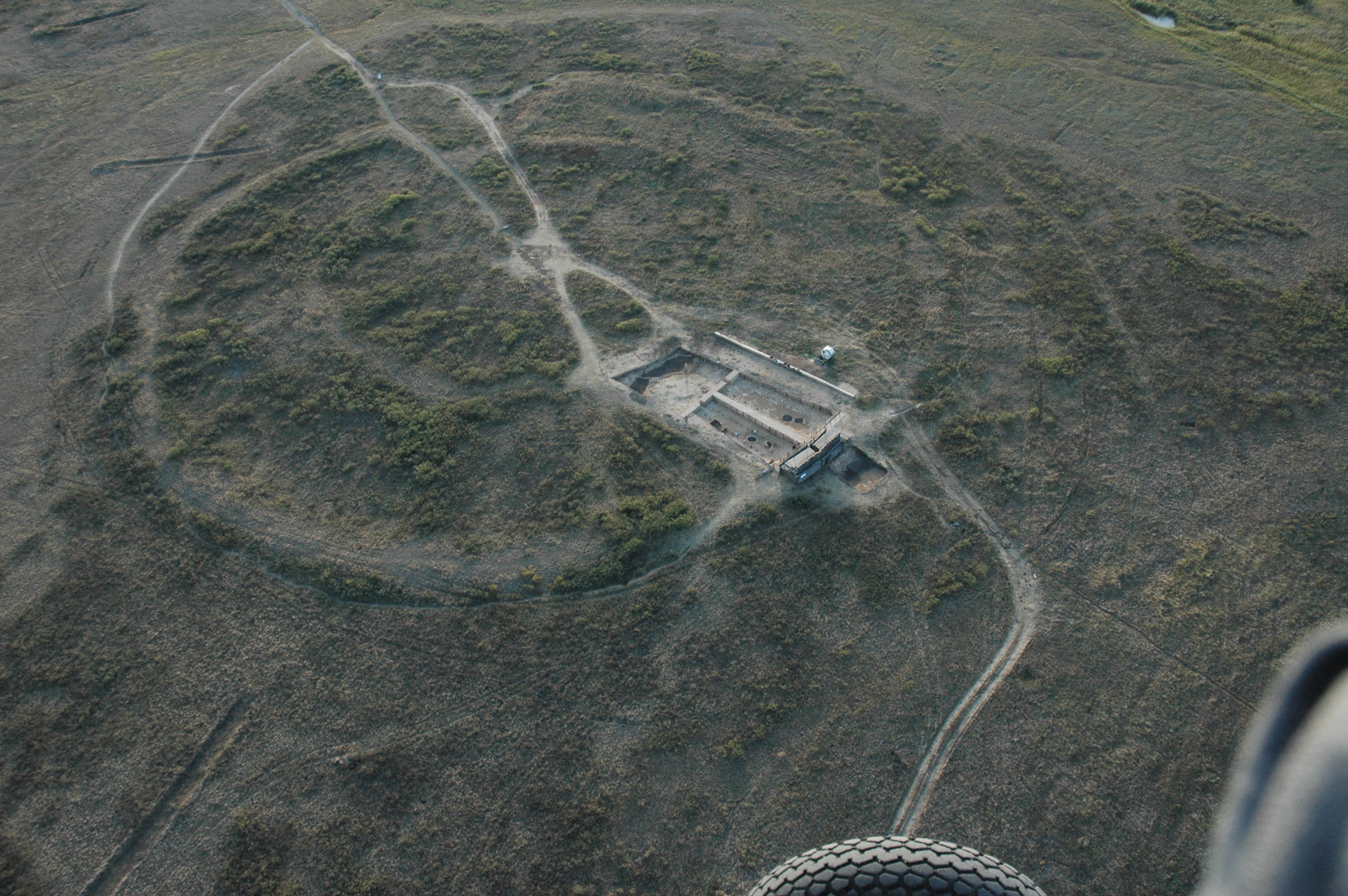
Краєвид на Аркаїм з висоти пташиного польоту

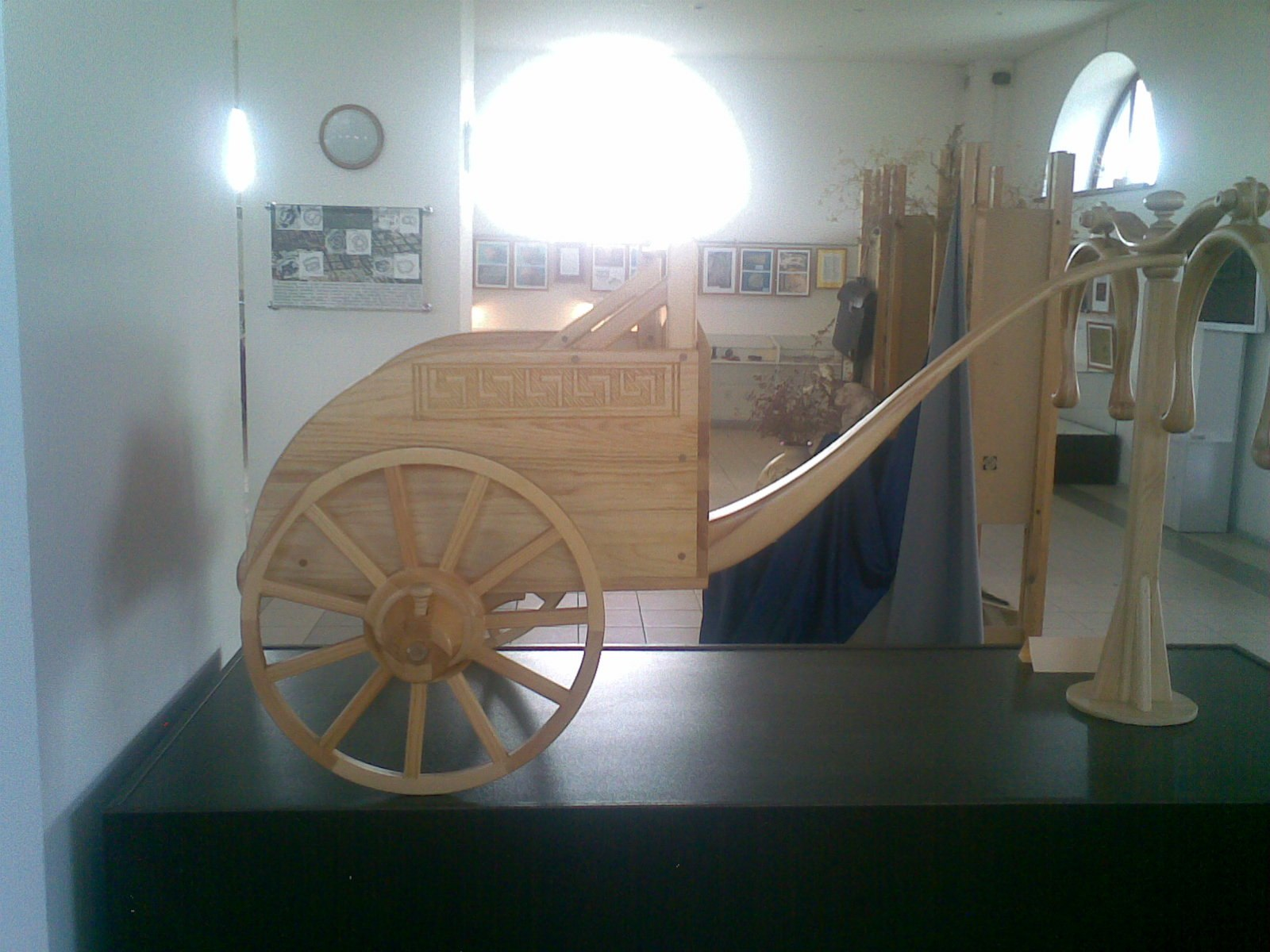
Модель колісниці, Аркаїмський музей

Поселення Синташтинської культури, за оцінками, мали населення 200 — 700 осіб 

з економікою, базовану на одомашнені великій рогатій худобі, вівцях і козах разом із кіньми з випадковим полюванням на дику фауну». 

### Мовна ідентичність
Anthony (2007) припускає, що, ймовірно, люди Синташтинської культури розмовляли «загальноіндоіранською мовою». 
Це ототожнення ґрунтується головним чином на схожості між розділами Рігведи, релігійного тексту, який містить давні індоіранські гімни, записані ведійським санскритом, і похоронними ритуалами Синташтинської культури, як виявлено археологією. 

Було виявлено, що деякі культурні схожості з Синташтинською культурою були спільними для Скандинавської бронзової доби. 

Існують лінгвістичні докази взаємодії між фінно-угорськими та індоіранськими мовами, що демонструє вплив індоіранців на фінно-угорську культуру. 

Від локалізації Синташтинської культури індоіранці прямували міграціями індоіранців до Анатолії, Іранського плато та Індостанського субконтиненту. 

Починаючи з IX ст. до н. е., іранські мови також мігрували на захід разом зі скіфами назад до понтійських степів, звідки прийшли протоіндоєвропейці. 

### Військова справа

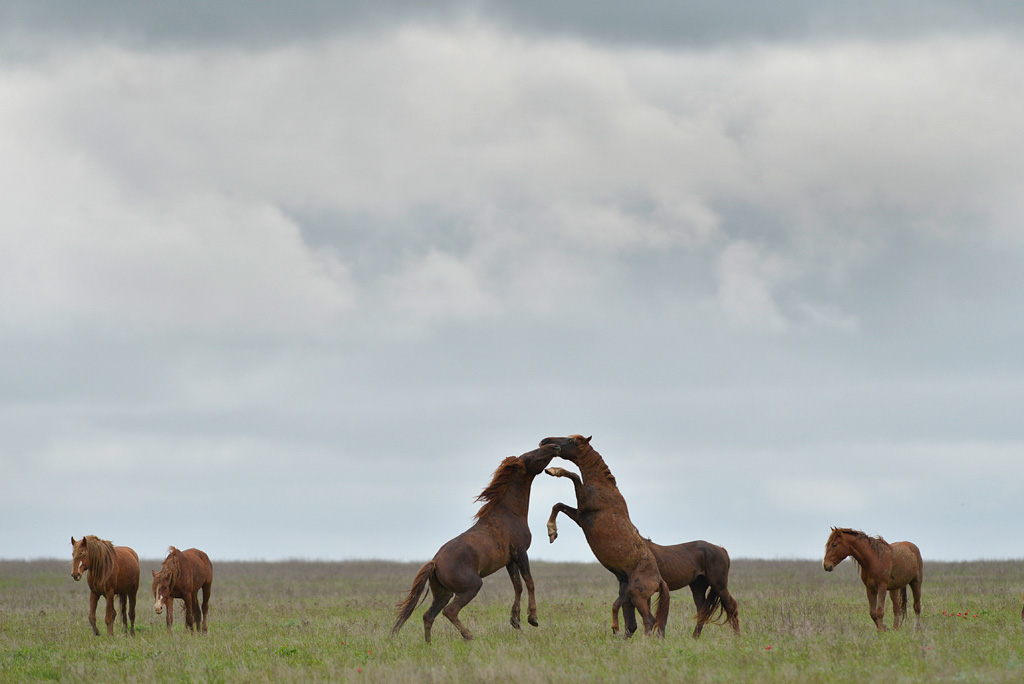
Коней одомашнили в Понтійсько-Каспійському степу

Попередня абашевська культура вже мала міжплемінні війни; 
 
посилені навантаженням на навколишнє середовище на і конкуренцією за ресурси в період Синташтинської культури. 
Це спонукало до безпрецедентного масштабу будівництва укріплень і нововведень у військовій техніці, таких як винайдення бойової колісниці. Посилення конкуренції між племінними групами також може пояснити екстравагантні жертвоприношення, які спостерігаються в похованнях Синташтинської культури, оскільки суперники прагнули перевершити один одного в демонстративному споживанні, аналогічне північноамериканській традиції потлача. 

Типи артефактів зі знахідок Синташтинської культури, такі як наконечники списів, трилопатеві наконечники стріл, долота та великі сокири з отворами для древка, були привезені на схід. 

Багато могил Синташтинської культури оснащені зброєю, хоча композитний лук, пов’язаний пізніше з колісницею, не з’являється. 
До могил вищого статусу відносяться колісниці, а також сокири, наконечники булав, наконечники списів і нащочники. 
На стоянках Синташтинської культури знайдені артефакти з рогу та кістки (руків'я, сагайдак, кінці лука, петлі для тятив) луків; немає вказівок на те, що гнучі частини цих луків включали щось, крім дерева. 

Також зустрічаються наконечники стріл, виготовлені з каменю чи кістки, а не з металу. 
Ці стріли короткі, 50–70 см завдовжки, відповідно короткими могли бути й самі луки. 

Синташтинська культура та колісниці також тісно пов’язані з предками сучасних домашніх коней, популяцією DOM2. 
Коні DOM2 походять зі степів Західної Євразії, особливо нижнього Волго-Дону, але не з Анатолії, кінця  IV та початку III тис. до н.е. 
Їх гени можуть демонструвати відбір для легшого одомашнення та міцнішої спини. 

### Виробництво металу
Економіка Синташтинської культури базувалась на металургії міді. 
Мідні руди з прилеглих копалень (таких як Воровська Яма) вивозили в поселення Синташтинської культури для перероблення в мідь і миш'якову бронзу. 
Це відбувалося в промислових масштабах: усі розкопані будівлі на стоянках Синташта, Аркаїм і Устьє містили залишки плавильних печей і шлаки. 

Близько 10% могил, переважно дорослих чоловіків, містили артефакти, пов’язані з металургією бронзи (форми, керамічні насадки, залишки руди та шлаку, металеві бруски та краплі). 
Однак ці могильні вироби, пов’язані з виробництвом металу, рідко зустрічаються разом із могилами вищого статусу. 
Ймовірно, це означає, що ті, хто займався виробництвом металу, не були на вершині соціальної ієрархії, хоча поховання на кладовищі свідчить про певний вищий статус. 

Велика частина металу Синташтинської культури була призначена для експорту в міста Бактрійсько-Маргіанського археологічного комплексу (BMAC) у Центральній Азії. 
Торгівля металами між Синташтою та BMAC вперше з’єднала степовий регіон зі стародавніми міськими цивілізаціями Близького Сходу: імперії та міста-держави сучасного Ірану та Месопотамії забезпечили великий ринок для металів. Пізніше ці торговельні шляхи стали транспортними коридорами, через які коні, колісниці та, зрештою, індоіраномовне населення потрапляли на Близький Схід зі степу. 

## Галерея

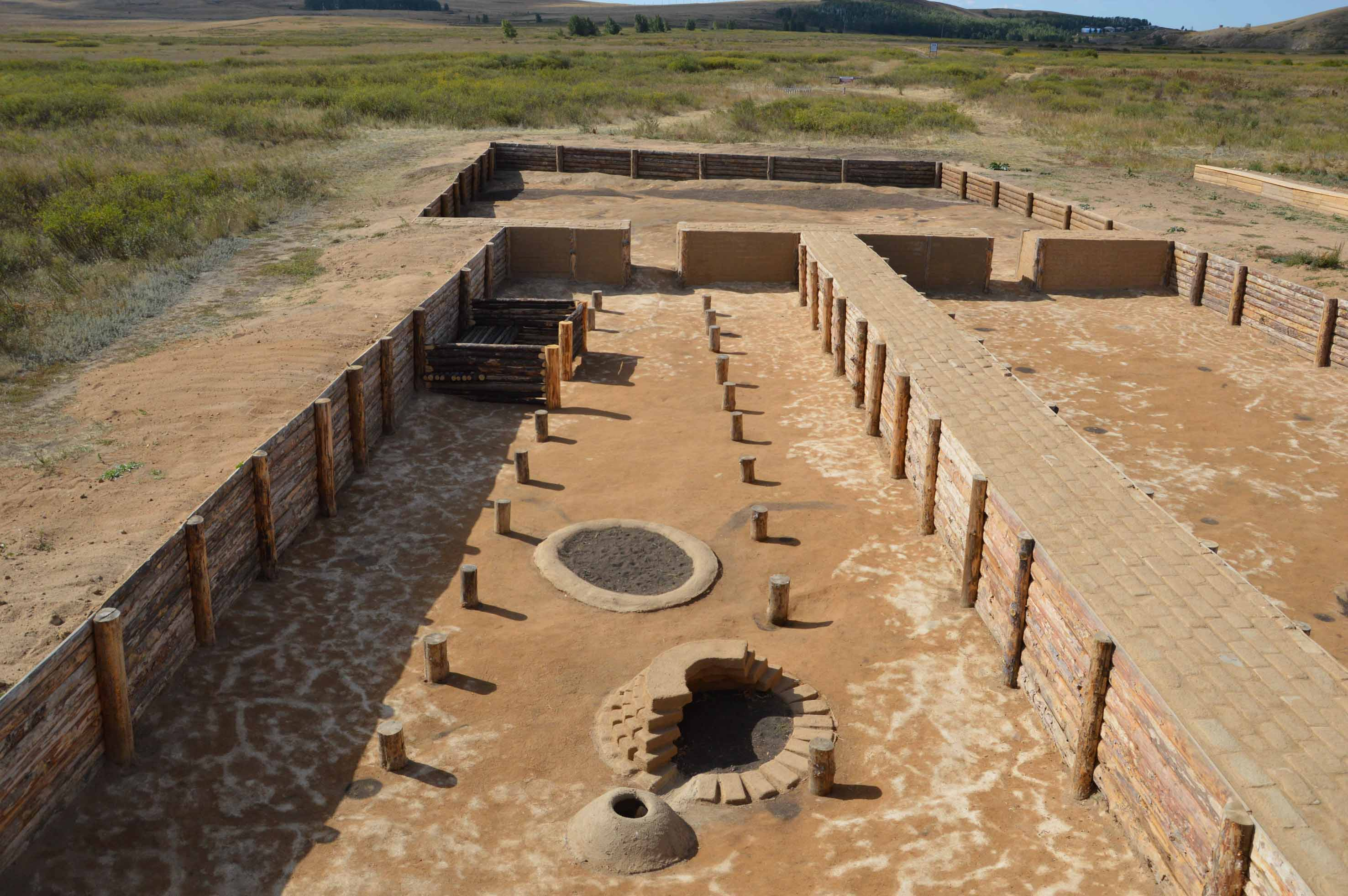
Розкопки та часткова реконструкція будівлі в Аркаїмі
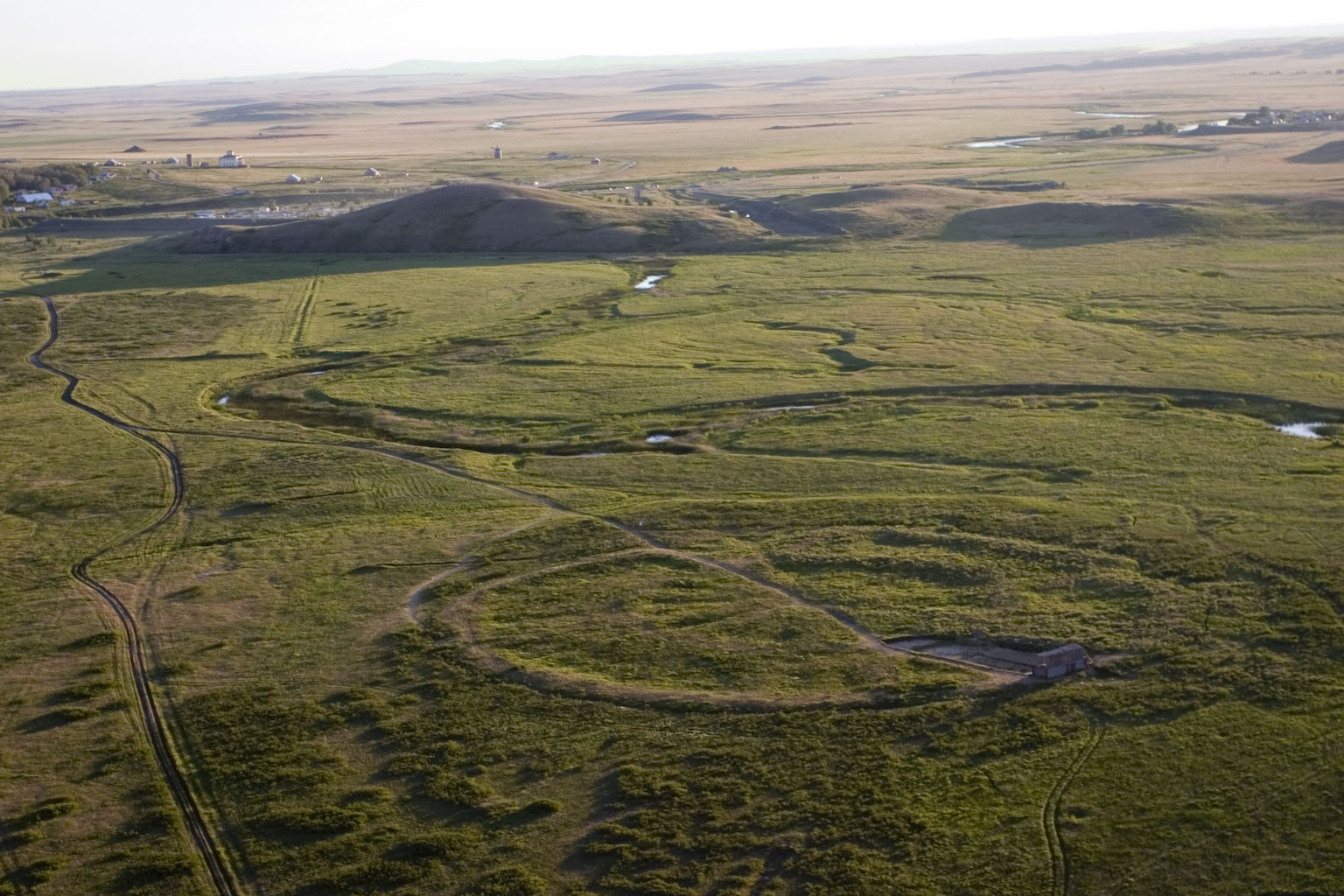
Краєвид на Аркаїм і навколишній ландшафт
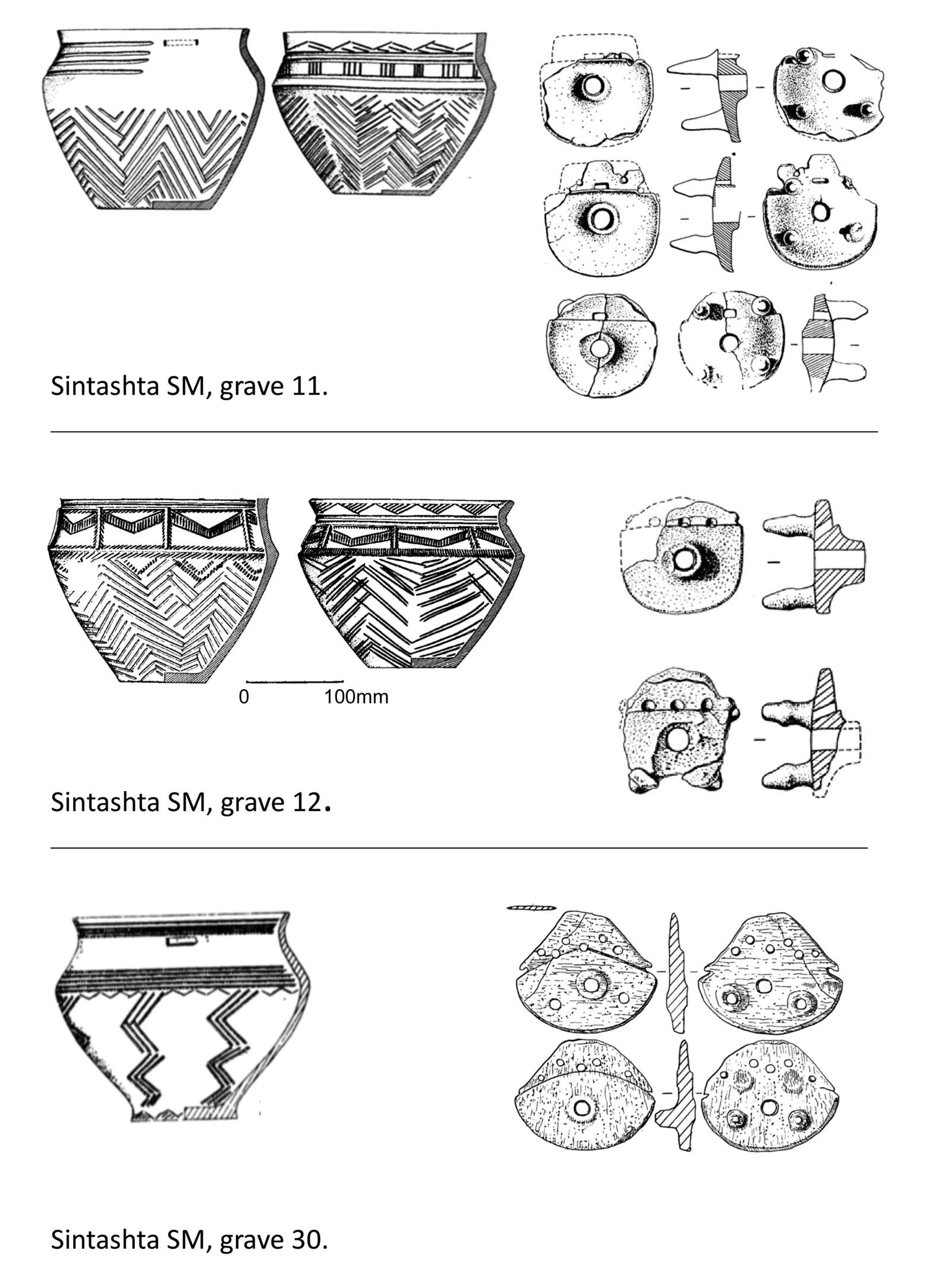
Синташташтинська кераміка та вилиці кінської вуздечки
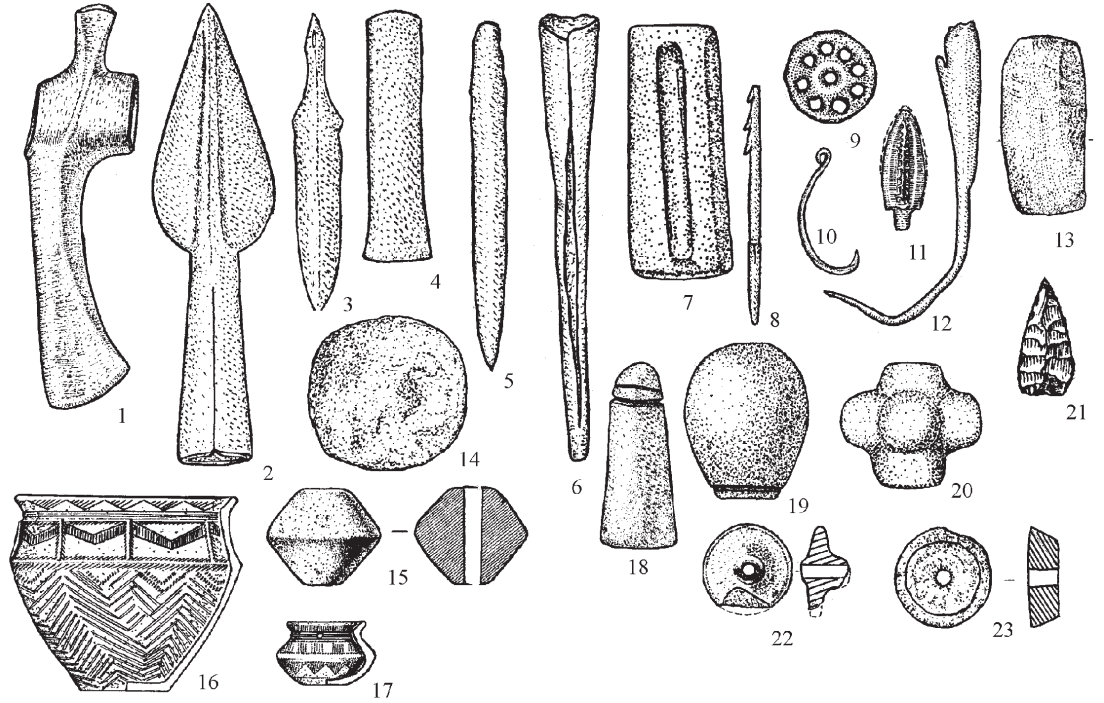
Артефакти Синташтинської культури
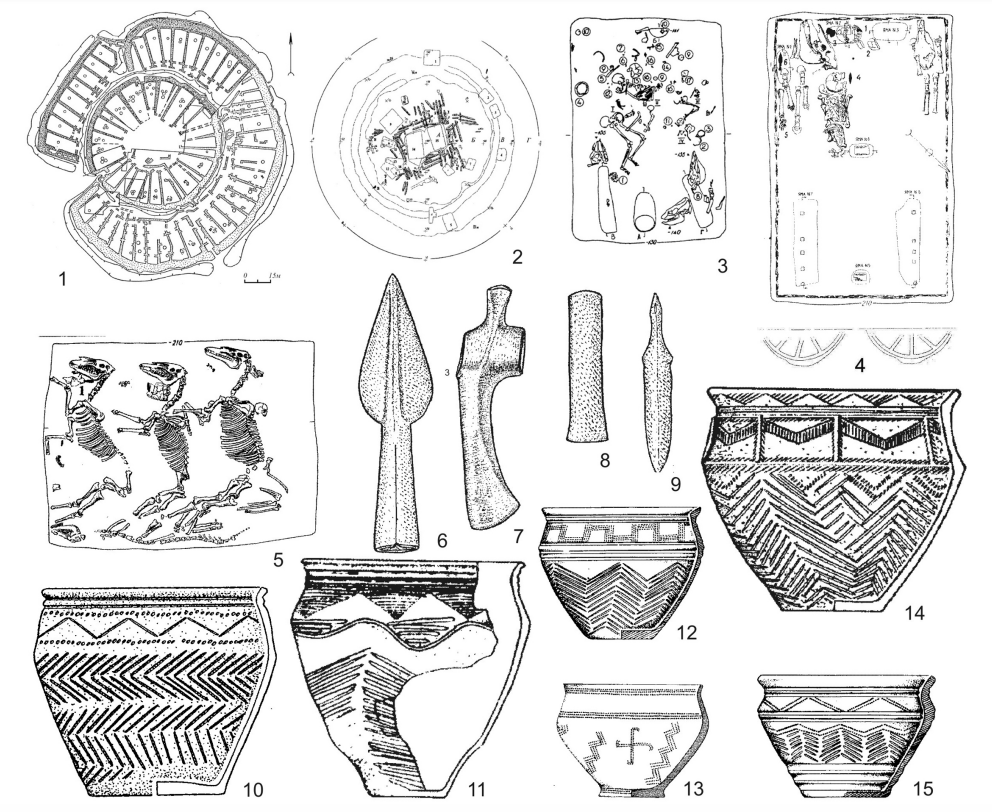
Артефакти Синташтинської культури
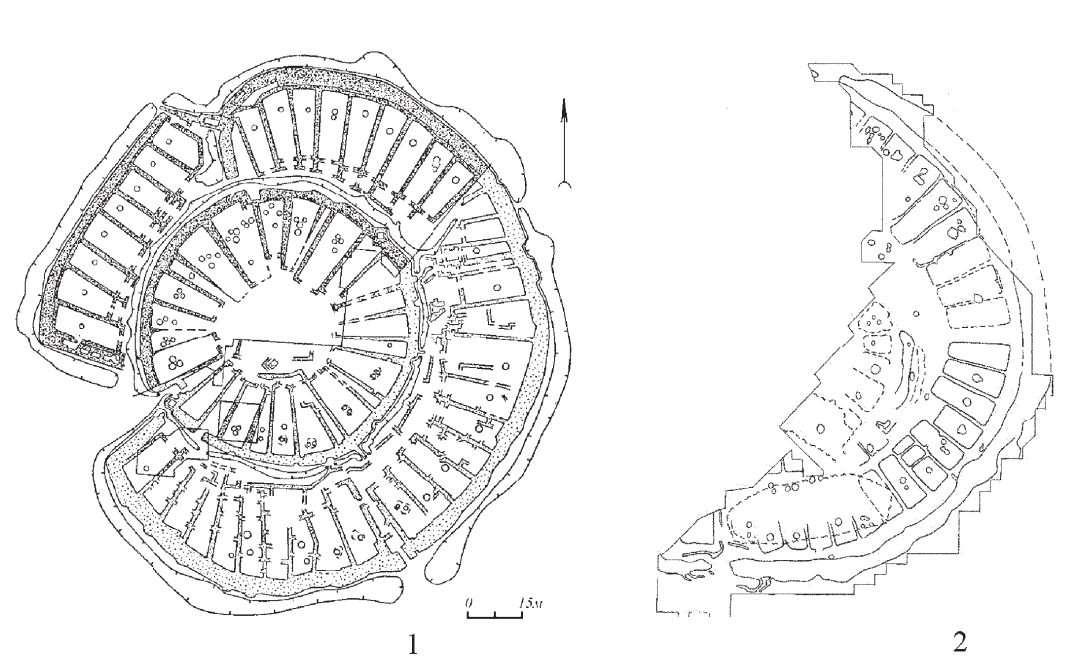
Плани поселень Аркаїм і Синташта

## Генетика
Allentoft та ін., 2015 проаналізували останки чотирьох осіб, віднесених до Синташтинської культури. 

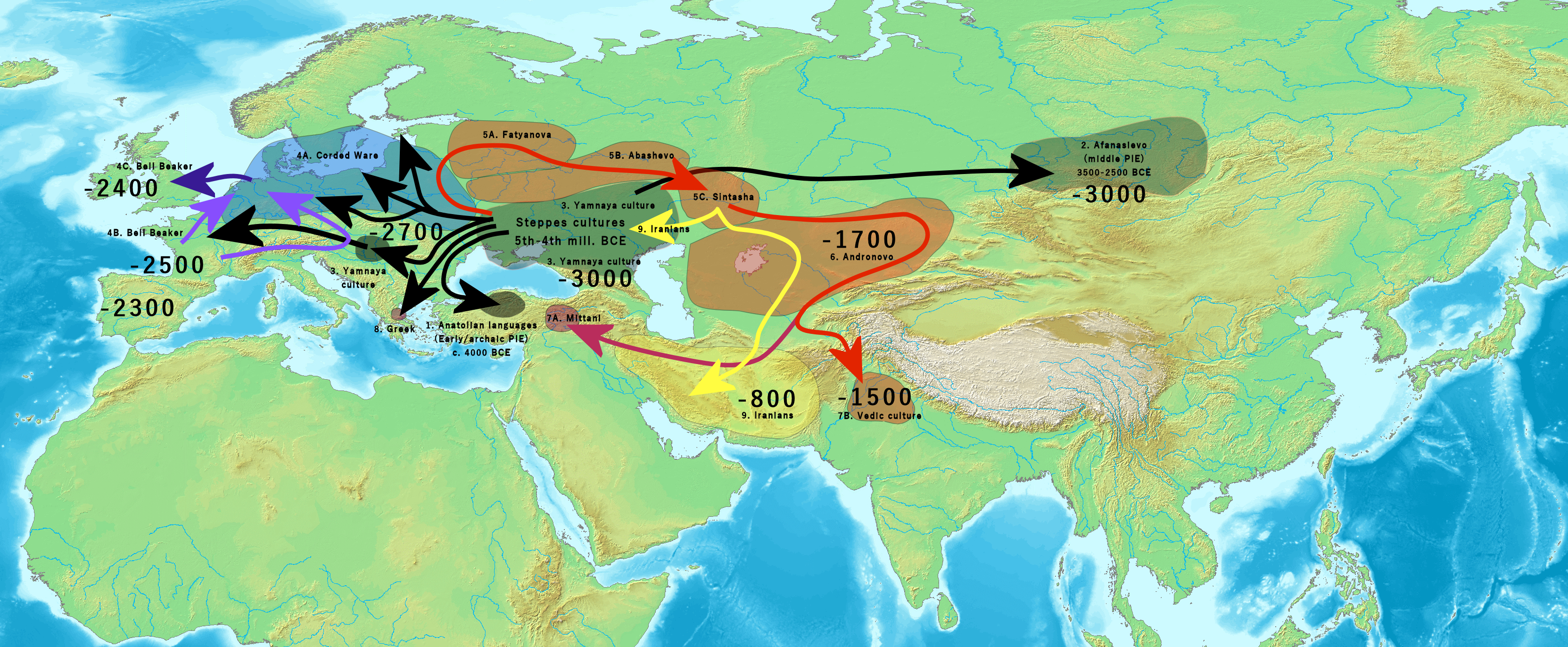
Ранні міграції індоєвропейців з Понтійських степів поширили предків західних степових скотарів Ямної культури та індоєвропейські мови на значних теренах Євразії.

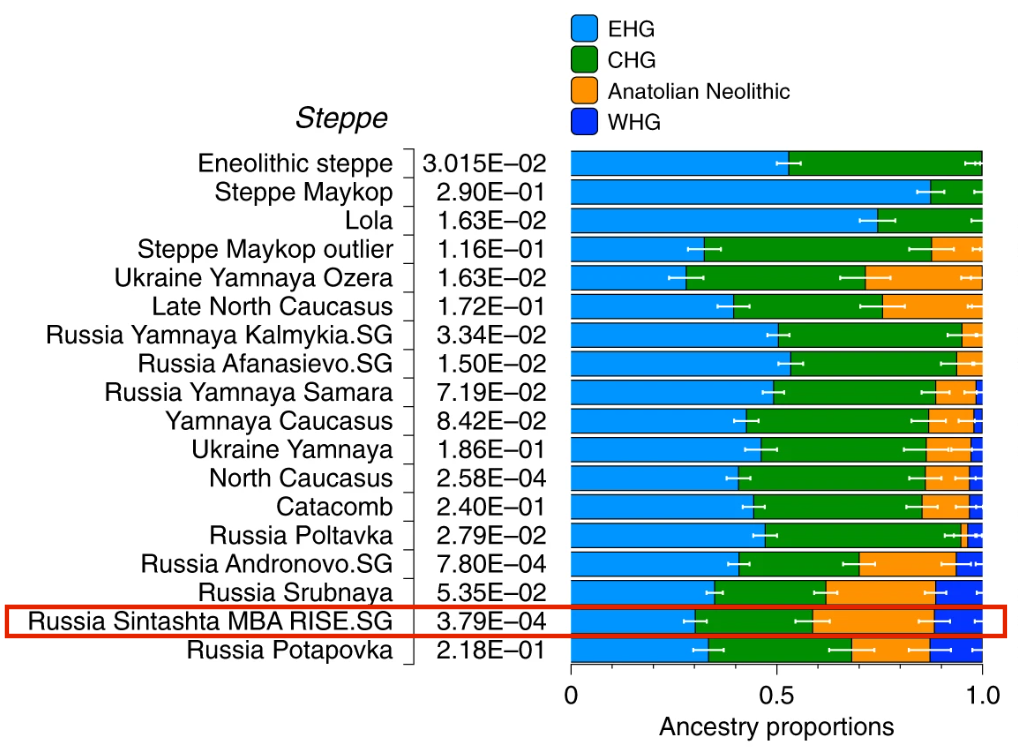
Пропорції домішок Синташташтинської популяцій — східноєвропейські мисливці-збирачі (EHG), кавказькі мисливці-збирачі (CHG), ранньоєвропейські землероби і західоєвропейські мисливці-збирачі (WHG).

Один чоловік мав Y-гаплогрупу R1a і mt-J1c1b1a, а інший — Y-R1a1a1b і mt- J2b1a2a. 
Дві жінки мали U2e1e та U2e1h відповідно. 

Дослідження виявило тісний аутосомний генетичний зв’язок між народами культури шнурової кераміки та Синташтинської культури, що «вказує на подібні генетичні джерела обох», і може означати, що «популяції Синташтинської культури походить безпосередньо від міграції на схід народів культури шнурової кераміки». 
 
Носії Синташтинської культури та представники культури шнурової кераміки мали відносно вищу частку предків, що походять із Центральної Європи, і обидва помітно відрізнялися таким походженням від населення Ямної культури та більшості представників Полтавськинської культури, які передували Синташтинській культурі в тому самому географічному регіоні. 
 
Також виявилося, що представники культури дзвоноподібних келихів, унетицької культури та скандинавських культур тісно генетично пов’язані із популяціями культури шнурової кераміки. 

Особливо висока толерантність до лактози була виявлена серед популяцій культури шнурової кераміки та тісно пов’язаної з ними популяціями Скандинавської бронзової доби. 
 
Крім того, дослідження виявило, що популяції Синташтинської культури тісно генетично пов’язані з наступною андроновською культурою. 

Narasimhan та ін., 2019 проаналізували останки кількох осіб, пов’язаних із Синташтинською культурою. 

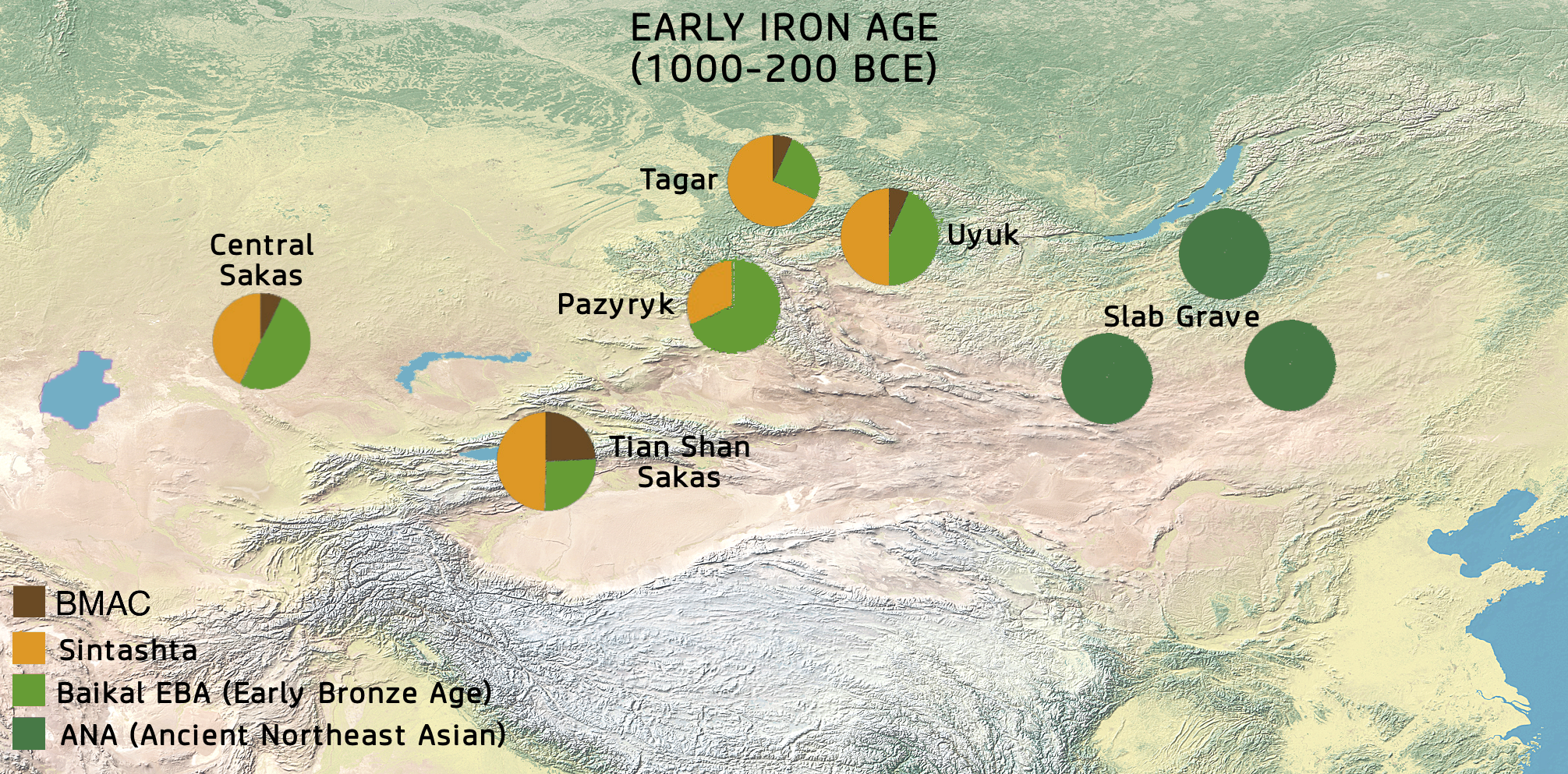
Популяції Синташтинської культури в Південному Сибіру, бл.  800-200 рр. до н.е. Популяції саків мали генофонд західно-євразійських мисливців-збирачів (Популяції Синташтинської культури), BMAC та Давнє населення північно-східної Азії

мтДНК виділено у двох жінок, похованих на городищі Петрівка. 
Було виявлено, що вони мають субклади U2 і U5 . 
Проаналізовано останки п’ятдесяти осіб з укріпленого поселення Синташтинської культури Кам’яний Амбар. 
Це був найбільший зразок стародавньої ДНК, коли-небудь взятий з одного місця. 
У тридцяти чоловіків було вилучено Y-ДНК. 
Вісімнадцять мали R1a та різні його субклади (зокрема субклади R1a1a1 ), 
п’ять мали субклади R1b (зокрема субклади R1b1a1a), два мали Q1a та його субклад, один мав I2a1a1a, а чотири мали невизначені клади R1. 
Більшість зразків мтДНК належали до різних субклад U, а також зустрічалися W, J, T, H і K. 
Було виявлено, що чоловік Синташтинської культури, похований в Самарі, мав субклади R1b1a1a2 та J1c1b1a. 
Автори дослідження виявили, що більшість жителів Синташти (приблизно 80%) генетично тісно пов’язані з людьми культури шнурової кераміки, зрубної, потапівської та андроновської культур. 
Було виявлено, що вони мають змішане походження від народів ямної культури та центральноєвропейського середнього неоліту, (культура кулястих амфор). 

Решта відібраних особин Синташтинської культури належали до різних типів предків, відмінних від більшості населення, зі спорідненістю до раніших популяцій, таких як зразки енеоліту, зібрані в Хвалинську, і мисливці-збирачі з Тюменської області в Західному Сибіру. 
Це свідчить про те, що поселення Синташтинської культури Кам’яний Амбар було космополітичним місцем, яке об’єднувало генетично різнорідне населення в єдину соціальну групу. 

Оцінки, засновані на DATES (Розподіл родоводів еволюційних сигналів), припускають, що генетичні характеристики, типові для Синташтинської культури, сформовано бл. 3200 р. до н. е. 

## Генетика коней
Розповсюдження генетичної лінії DOM2, яка вважається предком усіх сучасних одомашнених коней, пов’язана з популяціями, які передували культурі Синташтинській культурі, та їх розширенням. 
Генетичне дослідження, опубліковане в 2021 році, свідчить про те, що ці коні були вибірково розведені для отримання бажаних рис, зокрема покірності, стресостійкості, витривалості в бігу та вищих порогів перенесення ваги. 

## Пояснення
1. ↑  Allentoft et al. (2015) проаналізували давню ДНК, знайдену з останків у чотирьох місцях Синташтинської культури. П'ять проаналізованих зразків містили гаплогрупи мітохондріальної ДНК U2e, J1, J2 і N1a. Обидва чоловіки мали гаплогрупи R1a1 Y-хромосоми. [23]